# Hans-Baluschek-Park

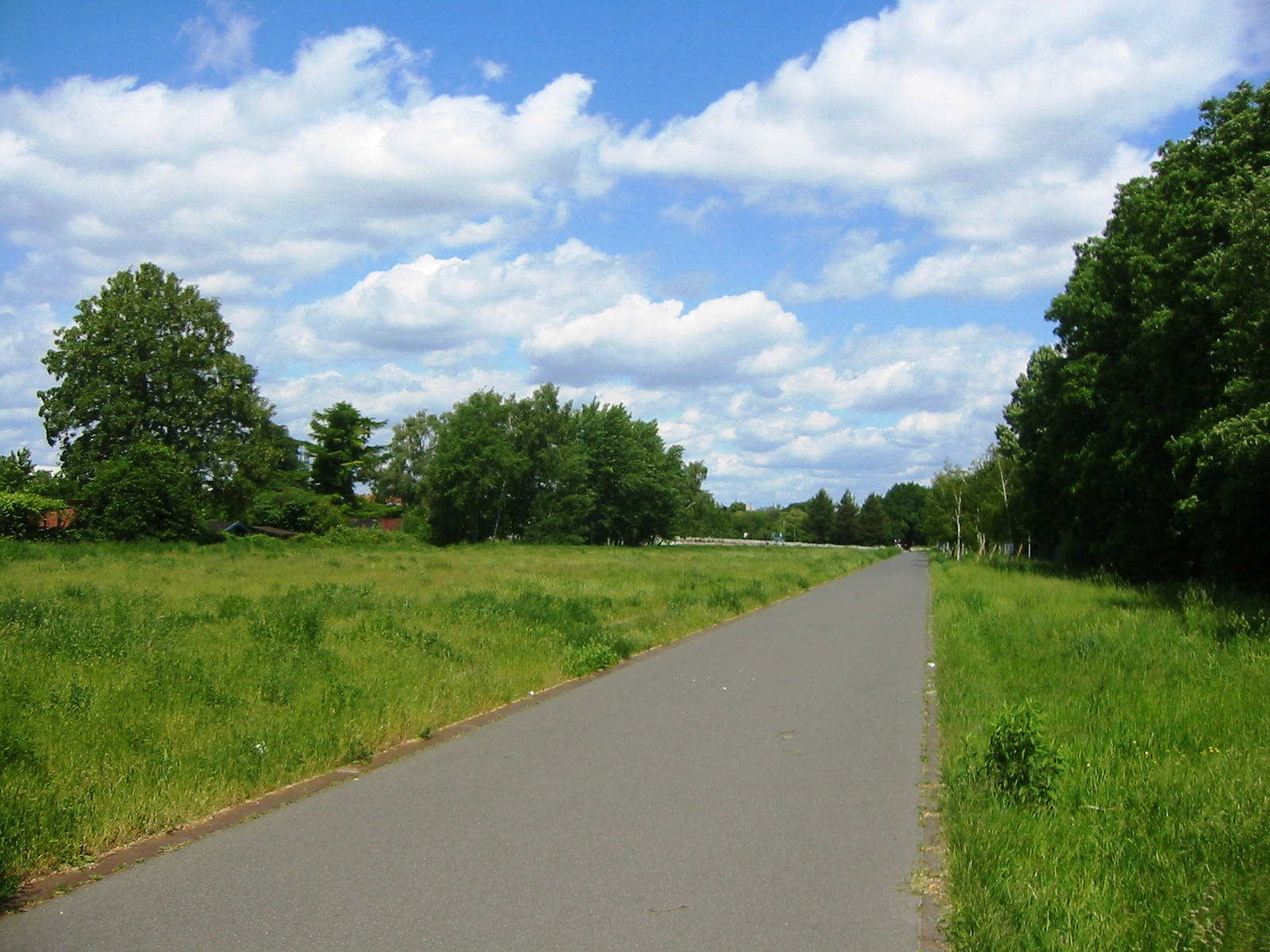
Hans-Baluschek-Park in Berlin-Schöneberg

Der Hans-Baluschek-Park, ursprünglich Priester-Pape-Park, ist ein Park am Rande des Schöneberger Südgeländes im Berliner Bezirk Tempelhof-Schöneberg. Der 2002 fertiggestellte Park besteht im Wesentlichen aus drei Elementen: großen Wiesenflächen, einem 1,5 Kilometer langen Weg und vier gestalteten Plätzen entlang des Weges.
Der Park verläuft in Nord-Süd-Richtung entlang der Trasse der Anhalter Vorortbahn (S-Bahn-Linien S2, S25 und S26) zwischen den Bahnhöfen Südkreuz (ehemals: Papestraße) und Priesterweg. Er wird im Osten von der S-Bahn begrenzt und im Westen von Kleingartenkolonien. Der Park hat eine durchschnittliche Breite von weniger als 50 Metern und eine Fläche von sieben Hektar.
Der Park läuft entlang eines vier Meter breiten und 1500 Meter langen asphaltierten Weg und vier Plätzen entlang des Weges, die jeweils einem Thema gewidmet sind und entsprechend gestaltet sind:
- Platz des Spiels,
- Platz des Picknicks,
- Platz des Sonnens und
- Platz des Sports.

Diese erlauben einen Blick auf das übrige Schöneberger Südgelände und die Silhouette des Berliner Südens. Neben den Plätzen gibt es diverse Trockenwiesen. Die Vegetation besteht im Wesentlichen aus Robinien und Birken. Da der Hauptweg des Parks gerade, eben und glatt asphaltiert ist, erfreut er sich einer großen Beliebtheit unter Inlineskatern und Radfahrern. Der Stadtzeitung zitty zufolge allerdings verhindert die hohe Zahl an Familien mit kleinen Kindern im Park wirklich sportliches Inlineskaten. Laut Planung soll er Teil eines durchgehenden Weges für Radfahrer vom Potsdamer Platz bis zum Schöneberger Südgelände werden und damit langfristig Teil des Radfernwegs Berlin–Leipzig. In den Planungen von Infravelo soll der Hans-Baluschek-Park Teil der Radschnellverbindung 6 werden (RSV 6 – Teltowkanalroute).

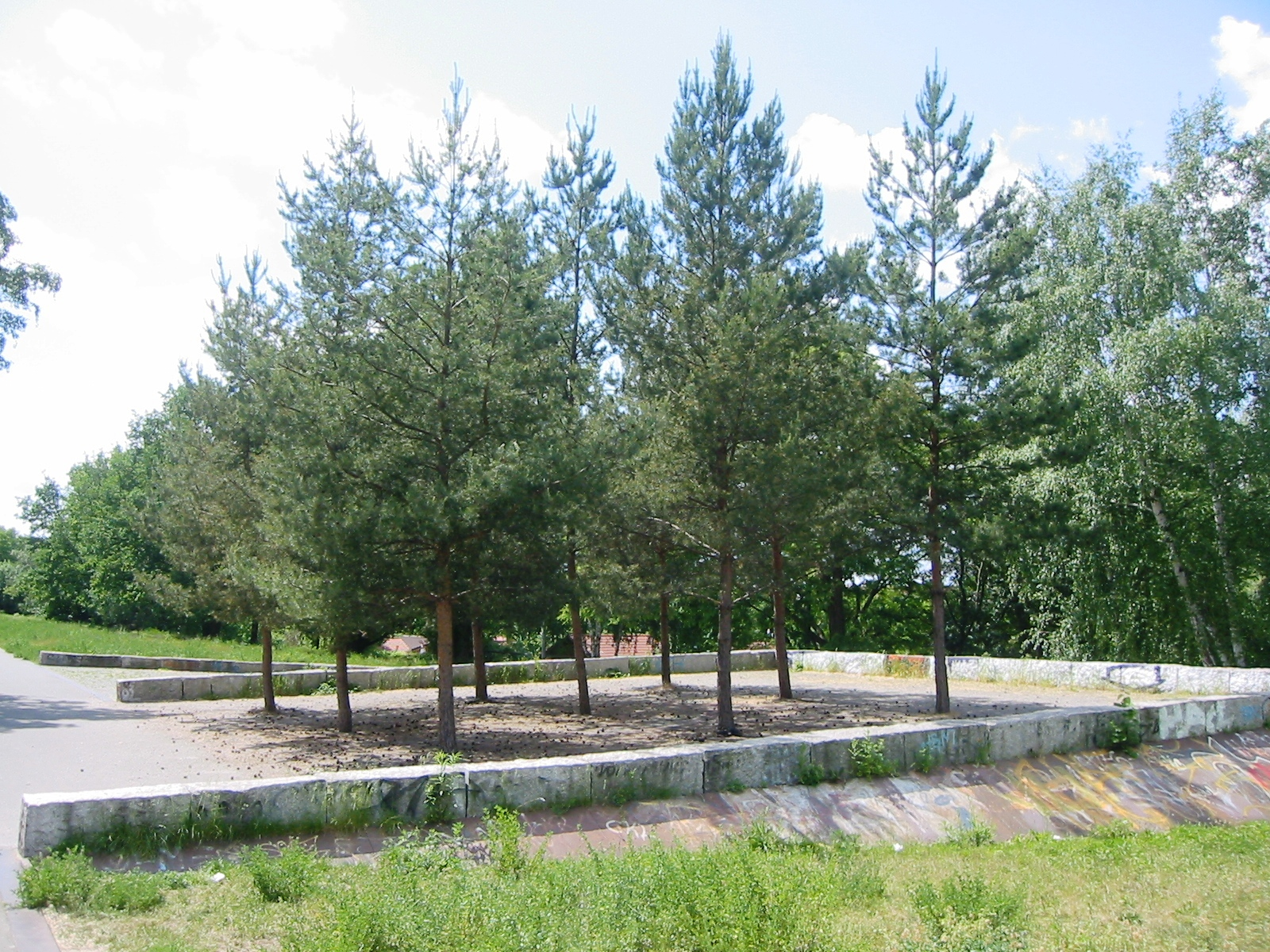
Platz des Spiels
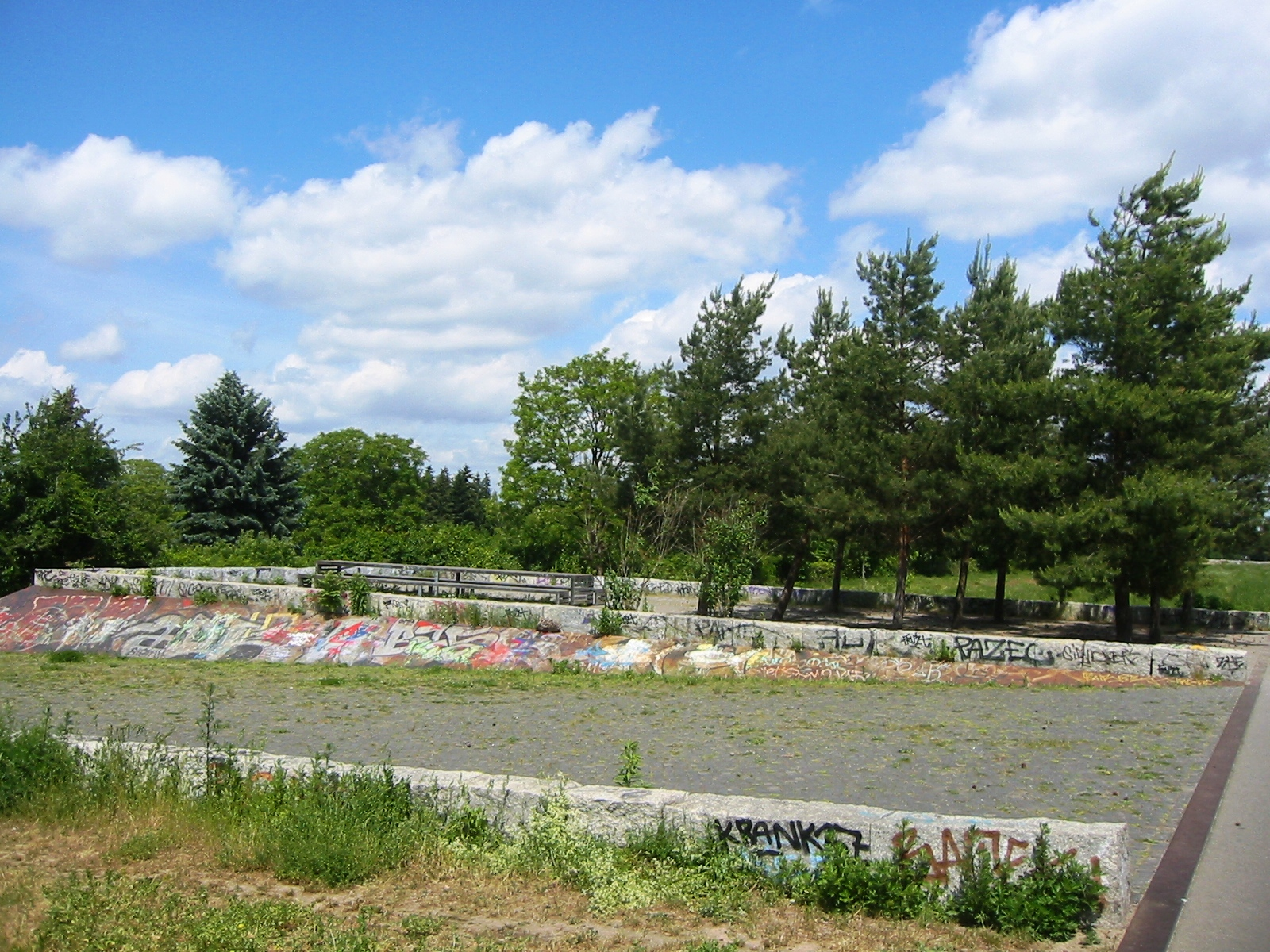
Platz des Picknicks
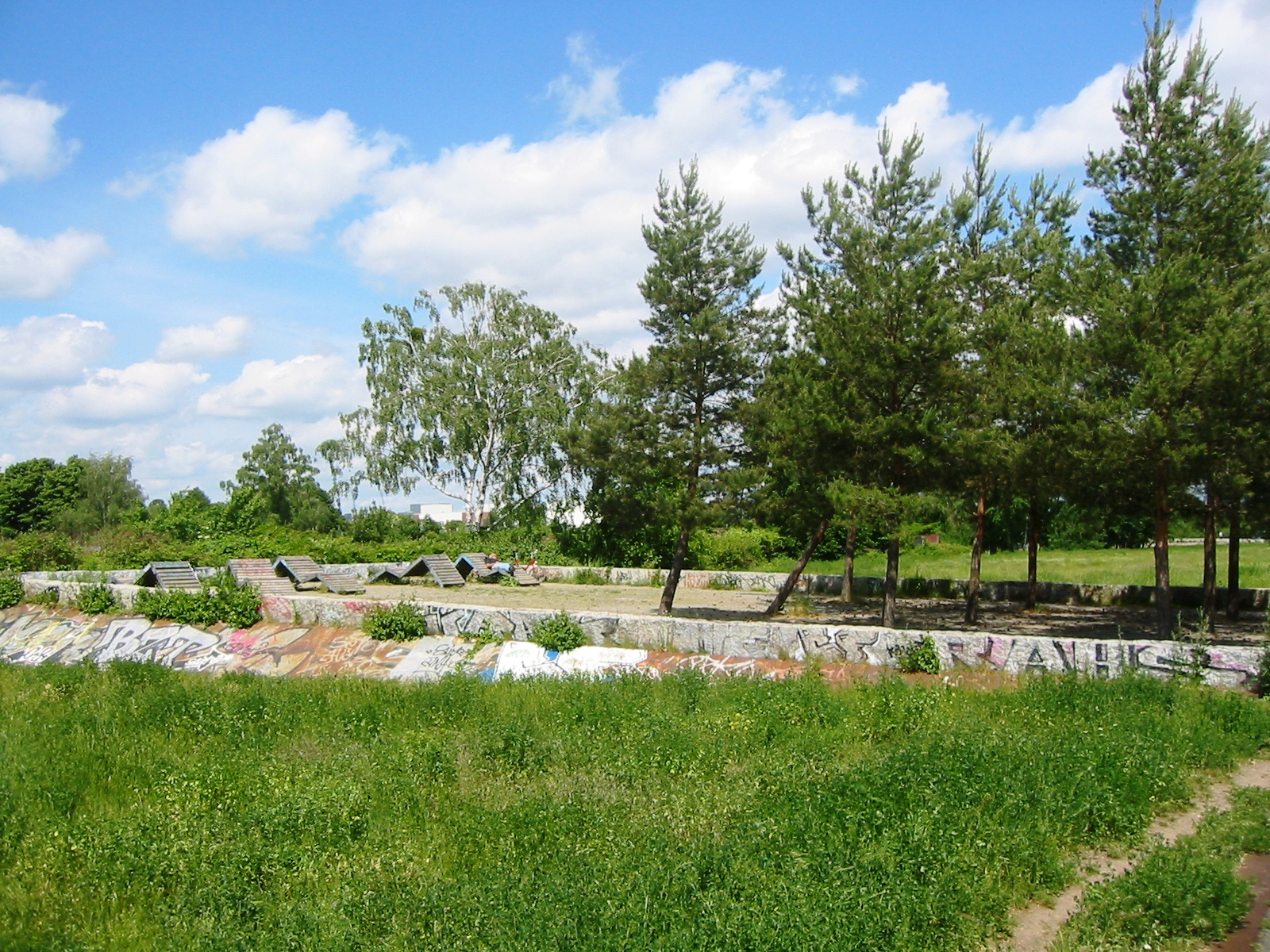
Platz des Sonnens
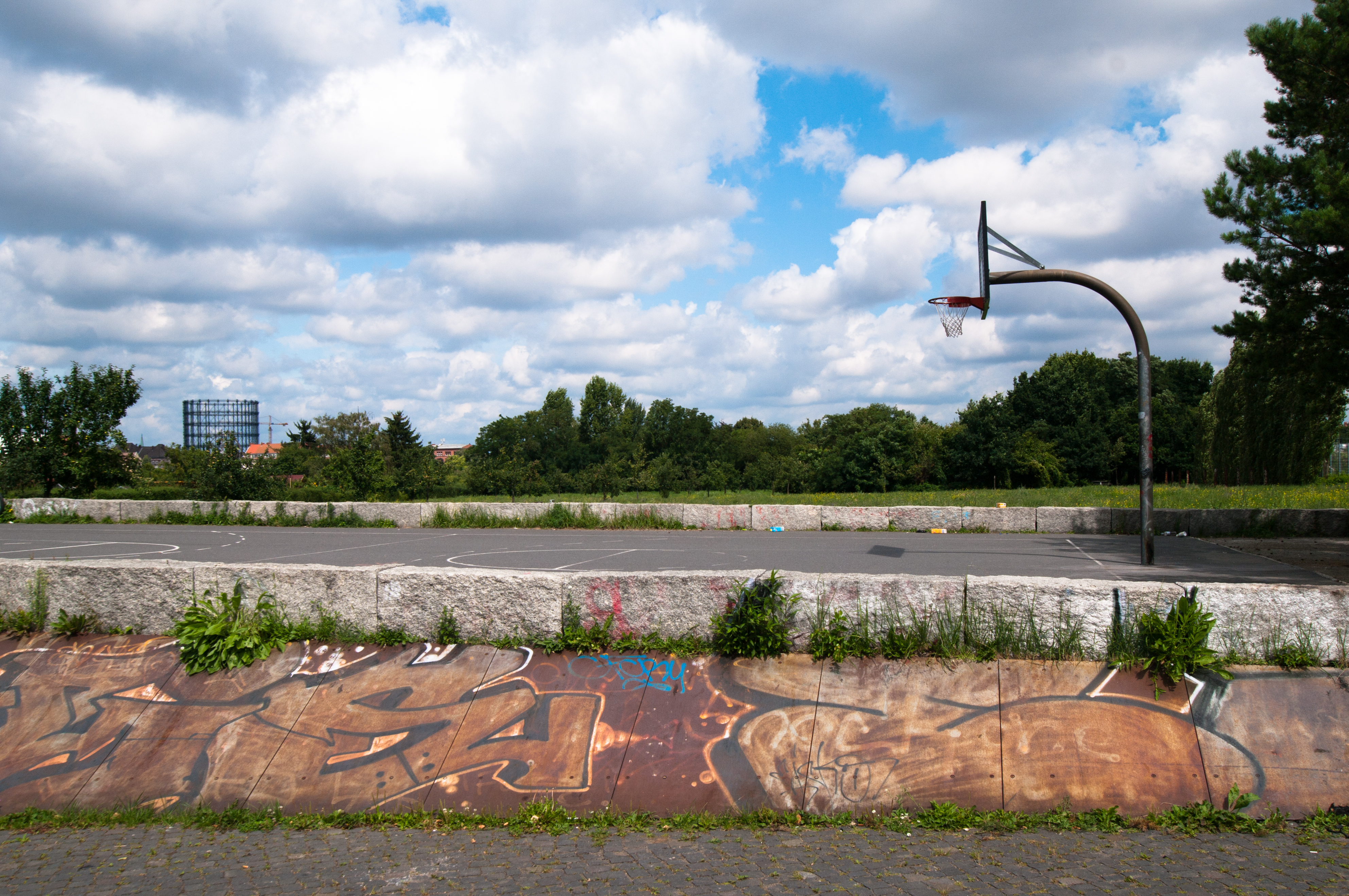
Platz des Sports mit Einfassung aus Cortenstahl und Blick auf den Gasometer

Der Park wurde 2004 als Ausgleichsmaßnahme für den Flächenverbrauch im Zuge des Ausbaus des Berliner Stadtrings eröffnet. Die Bauherren das Land Berlin und Grün Berlin bezahlten dafür insgesamt sieben Millionen Mark. Dabei ließ sich Landschaftsarchitektin Gabriele G. Kiefer von ihrem sonst vertretenen Prinzip leiten, nur wenige Elemente mit geometrischen Formen zu verbinden. Bei den Arbeiten wurde unter anderem 250 Bäume gepflanzt. Kiefer reduzierte die Zahl der Bäume und der Baumaterialien. Die Birken- und Robinien sollen an die typische Ruderalvegetation an Bahnstrecken erinnern. Der Cortenstahl aus dem Böschungen und Wegeeinfassungen gestaltet sind, wird ebenfalls häufige für Verkehrsbauwerke der Bahn genutzt. Bis nach der politischen Wende lagerten dort Kohlen und Baumaterialien der Senatsreserve.
Vom Park gelangt man mit Hilfe einer Fußgängerbrücke über die Bahnstrecke in den Natur-Park Schöneberger Südgelände, den verwilderten ehemaligen Rangierbahnhof Tempelhof, der teilweise als Naturschutzgebiet ausgewiesen wurde.
Der Park ist nach dem Maler und Schriftsteller Hans Baluschek benannt, der Ende der 1920er Jahre in der nahegelegenen Siedlung Ceciliengärten wohnte. Arbeits- und Ausschreibungstitel war Priester-Pape-Park. Der Park wurde unter anderem 2005 in der Ausstellung 10 unter 100 der Berlin-Brandenburger Sektion des Bunds deutscher Landschaftsarchitekten gewürdigt, in der aktuelle Beispiele guter Landschaftsgestaltung mit kostengünstiger Umsetzung gezeigt wurden.